# Julian Kirchmajer
Julian Kirchmayer (ur. 16 lutego 1827 w Krakowie, zm. 24 kwietnia 1874 w Krzesławicach) – ziemianin, poseł do Sejmu Krajowego Galicji i austriackiej Rady Państwa
Właściciel odziedziczonych po ojcu podkrakowskich Krzesławic, które posiadał już jego dziad Wincenty Antoni. Początkowo był głównie działaczem gospodarczym, od 1861 pracował w krakowskim Towarzystwie Gospodarczo-Rolniczym, a w latach 1861, 1863-1864, 1870-1874 był członkiem jego Komitetu. Delegat  do zgromadzenia ogólnego Galicyjskiego Towarzystwa Kredytowego Ziemskiego we Lwowie (1870-1871) Sprawował funkcje członka komisji katastralnej oraz podkomisji krajowej podatku gruntowego, a także rzeczoznawcy dla dóbr tabularnych w krakowskim Sądzie Krajowym. 
W dobie autonomicznej aktywny politycznie. Był członkiem Rady Powiatowej oraz Wydziału Powiatowego w Krakowie(1867-1874). W tym ostatnim pełnił w latach 1873-1874 funkcję prezesa. Był także członkiem Rady Szkolnej Okręgowej w Krakowie. Poseł do Sejmu Krajowego Galicji III kadencji (1870–1876). 5 lipca 1870 wybrany został posłem do Sejmu Krajowego Galicji w IV kurii obwodu Kraków, z okręgu wyborczego nr 49 Kraków-Mogiła-Skawina-Liszki. Związany był z konserwatystami krakowskimi Jako poseł zajmował się sprawami gospodarczymi, nie zabierając głosu w sprawach politycznych, popierał jednak wszystkie akcje zmierzające do ugruntowania autonomii Galicji.  Pracował w komisjach: propinacyjnej, gminnej i administracyjnej. W sejmie w 1872 należał do grupy posłów, która postulowała reorganizację szkół ludowych, udzielenie im pomocy finansowej oraz budowę burs przy seminariach nauczycielskich. Zasadniczym terenem działania Kirchmayera była sejmowa komisja drogowa. podkreślał konieczność poprawy stanu i opieki dróg mających znaczenie dla rozwoju ekonomicznego Galicji, żądał od Wydziału Krajowego skutecznej kontroli finansowej i technicznej budowanych dróg oraz ukrócenia nadużyć.
Był także posłem do austriackiej Rady Państwa III kadencji (15 września 1870 - 10 sierpnia 1871), IV kadencji (27 grudnia 1871 - 21 kwietnia 1873) i V kadencji ( 4 listopada 1873 - 24 kwietnia 1874). W III i IV kadencji został wybrany przez Sejm w kurii XX – jako delegat z grona posłów wiejskich okręgów: Kraków, Chrzanów, Bochnia, Brzesko, Wieliczka, Wadowice, Kęty, Myślenice, Żywiec. W V kadencji wybrany w kurii IV (gmin wiejskich) z okręgu nr 1 Kraków–Wieliczka–Chrzanów. Po jego śmierci mandat objął Jan Stanisław Mieroszewski. W parlamencie austriackim należał do frakcji posłów konserwatywnych Koła Polskiego. Był autorem broszury Do moich wyborców, Kraków 1873.   
Zmarł po długiej chorobie, pochowany w grobowcu rodzinnym na cmentarzu w Pleszowie. 

## Rodzina
Urodził się w rodzinie ziemiańskiej, syn Jana Kantego (1792-1831) i Anieli z domu Dorau (1805-1868). Jego bratem był Jan Kanty (1829-1900). Był żonaty z Zenobią ze Stanowskich (1836–1899). Miał z nią trzech synów Jana Kantego (ur. 1858), Wincentego Józefa (ur. 1866) męża Beaty Matejkówny córki Jana Matejki oraz Adama (1864-1935) Córki: Salomea została żoną malarza Tadeusza Ajdukiewicza, Kazimiera została żoną prawnika Rogera Battaglii, Aniela Maria wyszła za mąż za lekarza Teofila Stachiewicza. Wnukami Kirchmayera byli generałowie Wacław Stachiewicz i Julian Stachiewicz.